# Speel
Speel was een tijdschrift voor het lekentoneel.
Het verscheen tussen 1947 en 1951. Het werd uitgegeven door Ons Leekespel, later Ons Lekenspel in Bussum. Hoofdredacteur was Jop Pollmann.